# Південна Ютландія (амт)

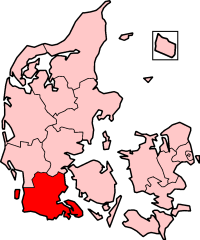
Південна Ютландія на карті Данії

Південна Ютландія (дан. Sønderjyllands Amt) — колишній амт у Данії, нині в складі області Південна Данія. Створено 1970 року об'єднанням амтів Гадерсльов, Сеннерборг, Тенер і Обенро. 2007 року внаслідок адміністративної реформи амт скасовано, він, разом з амтами Фюмт і Рібе та частиною амту Вайле, увійшов до новоствореного регіону Південна Данія.
На півдні межує із землею Шлезвіг-Гольштейн Федеративної Республіки Німеччина.

## Комуни
До складу амту входило 23 комуни.
- Аугустенборг (Augustenborg)
- Бов (Bov)
- Бредебро (Bredebro)
- Броагер (Broager)
- Воєнс (Vojens)
- Гадерслев (Haderslev)
- Гоєр (Højer)
- Ґрам (Gram)
- Ґростен (Gråsten)
- Крістіанфельд (Christiansfeld)
- Легумклостер (Løgumkloster)
- Лунтофт (Lundtoft)
- Нерре-Рангструп (Nørre-Rangstrup)
- Норборг (Nordborg)
- Обенро (Aabenraa)
- Реддінг (Rødding)
- Редекро (Rødekro)
- Сендерборг (Sønderborg)
- Скербек (Skærbæk)
- Сунневед (Sundeved)
- Сюдалс (Sydals)
- Тендер (Tønder)
- Тінглев (Tinglev)